# Cajasol
Cajasol était une banque et caisse d'épargne espagnole dont l'activité était concentrée principalement en Andalousie, plus précisément dans sa région occidentale. Son siège social se trouvait à Séville. Elle a été intégrée en 2012 à La Caixa, la caisse d'épargne et de retraite de Barcelone. Cajasol s'est depuis transformée en une fondation destinée à soutenir des œuvres sociales,. Malgré tout, les succursales de La Caixa de Séville, Huelva et Cadix ont gardé le nom de Cajasol.
Bien que « Cajasol » ait été son nom commercial, le nom sous lequel la banque était enregistrée était Monte de Piedad y Caja de Ahorros San Fernando de Huelva, Jerez y Sevilla (littéralement, Mont-de-piété et Caisse d'épargne San Fernando de Huelva, Jerez et Séville).

## Histoire
Cajasol est née le 30 novembre 2006 de la fusion de deux caisses d'épargne de Séville: El Monte (appelée également Caisse d'épargne de Huelva et Séville) et Caja de San Fernando (Caisse de San Fernando). Cette dernière était elle-même le fruit de la fusion en 1990 entre la Caja de Ahorros de Sevilla (Caisse d'Épargne de Séville) et la Caja de Ahorros de Jerez (Caisse d'Épargne de Jerez).
Cajasol est devenue leader du marché dans les provinces occidentales d'Andalousie : Huelva, Séville et Cadix. Elle était également très présente dans le reste de l'Andalousie (avec plusieurs agences dans les capitales de provinces) ainsi qu'en Estrémadure, en Castille-La Manche, en Catalogne et dans la communauté de Madrid.

### Sponsoring
Cajasol était propriétaire de l'équipe de basket-ball du CDB Séville et finançait celle de Huelva, la CB Ciudad de Huelva.

## Sources
- Site officiel de Cajasol

- (es) Cet article est partiellement ou en totalité issu de l’article de Wikipédia en espagnol intitulé « Cajasol » (voir la liste des auteurs).